# Paul Edwards (Rennfahrer, 1947)
Paul Edwards (* 30. Dezember 1947) ist ein ehemaliger britischer Autorennfahrer.

## Karriere
Paul Edwards war in den 1980er- und 1990er-Jahren als Sportwagenfahrer aktiv. Zu seinen Einsätzen zählten auch Teilnahmen an den Rennen der Sportwagen-Weltmeisterschaft und der BPR Global GT Series. Seine beste Platzierung in der Weltmeisterschaft war der 15. Gesamtrang beim 1000-km-Rennen von Brands Hatch 1981, gemeinsam mit Barry Robinson im Porsche Carrera RSR. 
Einmal kam er bei einem internationalen Langstreckenrennen unter die ersten drei der Gesamtwertung. Beim 1000-km-Rennen von Paris 1995 erreichte er als Partner von Robert Nearn und Bill Farmer im Porsche 911 GT2 den zweiten Gesamtrang.

## Statistik

### Einzelergebnisse in der Sportwagen-Weltmeisterschaft
| Saison | Team                 | Rennwagen               | 1   | 2   | 3   | 4   | 5   | 6   | 7   | 8   | 9   | 10  | 11  | 12  | 13  | 14  | 15  | 16  | 17  |
| ------ | -------------------- | ----------------------- | --- | --- | --- | --- | --- | --- | --- | --- | --- | --- | --- | --- | --- | --- | --- | --- | --- |
| 1979   | Robinson Demolition  | Porsche Carrera RSR     | DAY | SEB | MUG | TAL | DIJ | RIV | SIL | NÜR | LEM | PER | DAY | WAT | SPA | BRH | ROA | VAL | ELS |
| 1979   | Robinson Demolition  | Porsche Carrera RSR     |     |     |     |     |     |     |     |     |     |     | 21  |     |     |     |     |     |     |
| 1980   | Paul Edwards         | Porsche 911 Carrera RSR | DAY | BRH | SEB | MUG | MON | RIV | SIL | NÜR | LEM | DAY | WAT | SPA | MOS | ROA | VAL | DIJ |     |
| 1980   | Paul Edwards         | Porsche 911 Carrera RSR | DNF |     |     |     |     |     |     |     |     |     |     |     |     |     |     |     |     |
| 1981   | Crossroads Coachwork | Porsche Carrera RSR     | DAY | SEB | MUG | MON | RIV | SIL | NÜR | LEM | PER | DAY | WAT | SPA | MOS | ROA | BRH |     |     |
| 1981   | Crossroads Coachwork | Porsche Carrera RSR     |     |     |     |     |     |     |     |     |     |     |     | 15  |     |     |     |     |     |